# Cynthiana (Indiana)
Pour les articles homonymes, voir Cynthiana.
La ville de Cynthiana est située dans le comté de Posey, dans l’État d’Indiana, aux États-Unis. Lors du recensement de 2010, sa population s’élevait à 545 habitants. Cynthiana fait partie de l’agglomération d’Evansville.

## Source
- (en) Cet article est partiellement ou en totalité issu de l’article de Wikipédia en anglais intitulé « Cynthiana, Indiana » (voir la liste des auteurs).